# McCoy Ingram
Joel McCoy Ingram (nacido el 31 de agosto de 1931) es un exjugador de baloncesto estadounidense que disputó una temporada en la NBA, además de jugar con el equipo de exhibición de los Harlem Globetrotters. Con 2,03 metros de estatura, lo hacía en la posición de alero.

## Trayectoria deportiva

### Universidad
Jugó durante su etapa universitaria con los Tigers de la Universidad de Jackson State, convirtiéndose en el primer jugador de dicha institución en llegar a jugar en la NBA.

### Profesional
Fichó en enero de 1958 por los Minneapolis Lakers de la NBA, con los que disputó 24 partidos, en los que promedió 2,8 puntos y 4,8 rebotes. Jugó además un periodo de tiempo con los Harlem Globetrotters.

## Estadísticas de su carrera en la NBA

### Temporada regular
| Temporada | Edad | Equipo             | Liga | Pos. | P  | TIT | MIN  | TC  | TCA | %TC  | 3P | 3PA | %3P | TL  | TLA | %TL  | R.OF. | R.DEF. | REB | ASIS | ROB | TAP | PER | FP  | PTS |
| 1957-58   | 26   | Minneapolis Lakers | NBA  | PF   | 24 |     | 11.1 | 1.1 | 4.3 | .262 |    |     |     | 0.5 | 1.2 | .464 |       |        | 4.8 | 0.8  |     |     |     | 1.8 | 2.8 |
| Total     |      |                    | NBA  |      | 24 |     | 11.1 | 1.1 | 4.3 | .262 |    |     |     | 0.5 | 1.2 | .464 |       |        | 4.8 | 0.8  |     |     |     | 1.8 | 2.8 |